# Eljaniw Barda
Eljaniw Felix Barda (hebr. אליניב ברדה, ur. 15 grudnia 1981 w Be’er Szewie) – izraelski piłkarz grający na pozycji napastnika.

## Kariera klubowa
Barda urodził się w mieście Beer Szewa. Karierę piłkarską rozpoczął w tamtejszym klubie Hapoel Beer Szewa. W sezonie 1998/1999 zadebiutował w drugiej lidze izraelskiej i stał się podstawowym zawodnikiem zespołu. W 2001 roku awansował z Hapoelem do pierwszej ligi i w barwach Hapoelu grał w niej do końca 2002 roku, strzelając dla tego klubu 19 goli w 78 rozegranych meczach.
Na początku 2003 roku Barda przeszedł do Maccabi Hajfa. W sezonie 2003/2004 wywalczył swoje pierwsze w karierze mistrzostwo Izraela. Z kolei w sezonie 2004/2005 powtórzył z Maccabi to osiągnięcie. Był to zarazem ostatni sezon Bardy w barwach Maccabi, dla którego rozegrał 57 ligowych meczów i zdobył w nich 12 bramek.
Latem 2005 Barda trafił wraz z innym zawodnikiem Maccabi Walidem Badirem do Hapoelu Tel Awiw. W 2006 roku zdobył z Hapoelem Puchar Izraela, a w 2007 roku obronił go z tą drużyną. W Hapoelu spędził dwa sezony strzelając 17 goli w 62 spotkaniach. Zdobył też 3 gole w Pucharze UEFA, edycji 2006/2007, gdy przeszedł z Hapoelem fazę grupową.
22 czerwca 2007 roku Barda podpisał trzyletni kontrakt z belgijskim KRC Genk. W lidze belgijskiej zadebiutował 4 sierpnia 2007 roku w wygranym 3:1 meczu z Cercle Brugge. 25 sierpnia 2007 strzelił pierwszego gola w Jupiler League w spotkaniu z Germinalem Beerschot Antwerpia. Z Genk zajął 9. miejsce, ale z 16 golami został drugim najlepszym strzelcem ligi po Nigeryjczyku Josephie Akpali z Charleroi (18 goli). 6 stycznia 2009 Izraelczyk przedłużył kontrakt z Genk do 2013 roku. 23 maja 2009 zdobył Puchar Belgii, dzięki zwycięstwu Genk 2:0 w finale nad KV Mechelen. W sezonie 2010/2011 został mistrzem Belgii.
W 2013 roku Barda wrócił do Hapoelu Beer Szewa.
| Sezon   | Klub              | Kraj   | Rozgrywki     | Mecze | Bramki |
| ------- | ----------------- | ------ | ------------- | ----- | ------ |
| 1998/99 | Hapoel Beer Szewa | Izrael | Liga Leumit   | ?     | ?      |
| 1999/00 | Hapoel Beer Szewa | Izrael | Liga Leumit   | ?     | ?      |
| 2000/01 | Hapoel Beer Szewa | Izrael | Liga Leumit   | ?     | ?      |
| 2001/02 | Hapoel Beer Szewa | Izrael | Ligat ha’Al   | 25    | 4      |
| 2002/03 | Hapoel Beer Szewa | Izrael | Ligat ha’Al   | 11    | 0      |
| 2002/03 | Maccabi Hajfa     | Izrael | Ligat ha’Al   | 14    | 3      |
| 2003/04 | Maccabi Hajfa     | Izrael | Ligat ha’Al   | 28    | 5      |
| 2004/05 | Maccabi Hajfa     | Izrael | Ligat ha’Al   | 15    | 4      |
| 2005/06 | Hapoel Tel Awiw   | Izrael | Ligat ha’Al   | 32    | 7      |
| 2006/07 | Hapoel Tel Awiw   | Izrael | Ligat ha’Al   | 29    | 10     |
| 2007/08 | KRC Genk          | Belgia | Eerste Klasse | 32    | 16     |
| 2008/09 | KRC Genk          | Belgia | Eerste Klasse | 26    | 5      |
| 2009/10 | KRC Genk          | Belgia | Eerste Klasse | 30    | 7      |
| 2010/11 | KRC Genk          | Belgia | Eerste Klasse | 32    | 14     |
| 2011/12 | KRC Genk          | Belgia | Eerste Klasse | 22    | 9      |
| 2012/13 | KRC Genk          | Belgia | Eerste Klasse | 23    | 6      |
| 2013/14 | Hapoel Beer Szewa | Izrael | Ligat ha’Al   |       |        |

## Kariera reprezentacyjna
W latach 2001–2003 Barda rozegrał 17 meczów i strzelił 3 gole w reprezentacji Izraela U-21. W pierwszej reprezentacji zadebiutował 24 marca 2007 roku w zremisowanym 0:0 meczu eliminacji do Euro 2008 z Anglią. 17 listopada 2007 strzelił pierwszego gola w kadrze narodowej w wygranym 2:1 meczu z Rosją.